# (5122) Mucha
(5122) Mucha est un astéroïde de la ceinture principale.

## Description
(5122) Mucha est un astéroïde de la ceinture principale. Il fut découvert le 3 janvier 1989 à l'Observatoire Kleť par Antonín Mrkos. Il présente une orbite caractérisée par un demi-grand axe de 2,59 UA, une excentricité de 0,20 et une inclinaison de 12,8° par rapport à l'écliptique.

## Compléments